# 中真千子
中 真千子（なか まちこ、1936年10月12日 - 2023年3月4日）は、日本の女優。本名、中林 真智子。東映俳優センターに所属していた。
関東州大連市出身。神戸成徳学園高校卒業。特技は日本舞踊。

## 来歴
1947年、広島県広島市に引揚げる。
1956年、宝塚音楽学校に入学する。1957年、碧川 澄子（みどりかわ すみこ）の芸名で宝塚歌劇団に入団。44期生。宝塚入団時の成績は52人中41位。この間の1955年に映画『女の学校』に出演する。
1959年3月30日をもって宝塚歌劇団を退団、退団後は宝塚映画に所属する。
1960年に東宝と専属契約を結び、『若大将シリーズ』で加山雄三の妹役でレギュラー出演するなど活躍する。1965年にフリーとなる。
以後はテレビドラマを活動の場に移し、『氷点』（1966年）などに出演。

## 出演

### 映画
※『女の学校』以外東宝。
- 女の学校（1955年）[注釈 1]
- 社長シリーズ（1956年 - 1970年）
  - 社長外遊記（1963年）
- 出世コースに進路を取れ（1961年） - 山中みどり
- 特急にっぽん（1961年）
- クレージー映画
  - ニッポン無責任野郎（1962年）
  - 日本一の色男（1963年）
  - 日本一のホラ吹き男（1964年）
  - クレージー黄金作戦（1967年）
- 若大将シリーズ - 田沼（江口）照子
  - 大学の若大将（1961年）
  - 銀座の若大将（1962年）
  - 日本一の若大将（1962年）
  - ハワイの若大将（1963年）
  - 海の若大将（1965年）
  - エレキの若大将（1965年）
  - アルプスの若大将（1966年）
  - 歌う若大将（1966年）
  - レッツゴー!若大将（1967年）
  - 南太平洋の若大将（1967年）
  - ゴー!ゴー!若大将（1967年）
  - リオの若大将（1968年）
  - フレッシュマン若大将（1969年）
  - ニュージーランドの若大将（1969年）
  - ブラボー!若大将（1970年）
  - 俺の空だぜ!若大将（1970年）
  - 帰ってきた若大将（1980年）
- ゴジラ・ミニラ・ガバラ オール怪獣大進撃（1969年） - 三木タミ子[7][2]
- 激動の昭和史 沖縄決戦（1971年） - 少女の母[7]
- 雪の断章 -情熱-（1985年） - 那波夫人
- 私をスキーに連れてって（1987年）

### テレビドラマ
- ピカ助とりもの帳（1958年 - 1960年）
- 天の夕顔（1962年）
- サラリーマン出世太閤記（1962年）
- へそまがり万歳（1964年）
- 若いいのち（1965年） - 三宅雪枝
- 氷点（1966年）
- ウルトラシリーズ
  - ウルトラQ 第22話「変身」（1966年） - あや子
  - ウルトラセブン 第2話「緑の恐怖」（1967年） - 石黒美津子
  - ウルトラマンティガ 第36話「時空（とき）をこえた微笑（ほほえみ）」（1997年） - 手塚ゆり（老婆）
- イナズマンF 第4話「謎の飛行船? 宇宙へ!!」（1974年） - シスター
- 大江戸捜査網
  - 第150話「おんな牢秘話」（1974年） - お銀
  - 第231話「無法街の辻駕籠」（1976年）
  - 第544話「甘い誘惑 毒殺人名録」（1982年）
  - 第554話「女の死闘 くノ一対女隠密」（1982年）
  - 第590話「尼僧乱れ肌 首なし死体の謎」（1983年）
  - 第629話「私を妻に! 十蔵女難騒動」（1984年）
- 仮面ライダーシリーズ
  - 仮面ライダーX 第18話「恐い!ゴッドの化けネコ作戦だ!」（1974年） - 沢田カオリの母
  - 仮面ライダーストロンガー 第6話「先生に化けたクラゲ奇械人!」（1975年） - 堀文夫の母
  - 仮面ライダー (スカイライダー) 第48話「4人のスカイライダー 本物はだれだ?」（1980年） - 浩介の母
  - 仮面ライダースーパー1 第8話「闘え一也! 死のドグマ裁判」（1980年） - 海野秋江
  - 仮面ライダークウガ（2000年 - 2001年） - 榎田篤子（準レギュラー）
- がんばれ!!ロボコン 第15話「ギャホー! ニセハートマークだ!!」（1975年） - ケンイチの母
- 非情のライセンス 第2シリーズ 第80話「兇悪のゆりかご」（1976年） - 芝崎美佐子
- 超神ビビューン 第14話「晴れた日に雨が? カラ傘に気をつけろ!!」（1976年） - トシ（里子の母）
- 5年3組魔法組  第19話「しごきだ・ガッツだ 友情だ!」 (1977年) - イサオの母
- ロボット110番 第6話「ガンちゃんパパになる」（1977年）
- 華麗なる刑事 第22話「嘘つき幸ちゃんの憧れ」（1977年）
- 俺たちの朝 第42話「芸術の秋とチャンスとどうしてこうなるの？」（1977年9月25日、NTV） - 東京美術大学職員
- 太陽にほえろ! 第270話「殿下とライオン」（1977年） - 岩沢社長の秘書
- がんばれ!レッドビッキーズ（1978年） - 川部ふさ子（センターの母）
- ふしぎ犬トントン 第20話「トントン大集合」（1979年） - 主婦
- 特捜最前線
  - 第101話「拳銃哀歌I・狼たちは跳んだ!」、第102話「拳銃哀歌II・狼たちの決算!」（1979年）
  - 第110話「列車大爆破0秒前!」（1979年）
  - 第175話「ナイター殺人事件!」（1980年）
  - 第277話「橘警部逃亡!」（1982年）
  - 第293話「木枯らしの街で!」（1982年）
  - 第316話「ベートーベンを聴く刑事!」（1983年）
  - 第328話「カラスと呼ばれた女!」（1983年）
  - 第343話「汚職官僚の妻!」（1983年）
  - 第357話「OL・疑惑の完全犯罪!」（1984年）
  - 第381話「スクープ・真夜中の証言者!」（1984年）
  - 第448話「黙秘・墜ちた名門夫人!」（1986年）
  - 第462話「大崎の女・凍死トリック、死を招く雨!」（1986年）
  - 第498話「雪に消えた憎しみ」（1987年）
- 燃えろアタック 第21話「跳べる青春 跳べない青春」（1979年、ANB）
- それゆけ!レッドビッキーズ（1980年 - 1982年） - サッチンの母親
- Gメン'75
  - 第265話「死化粧の女」（1980年）※出演カット
  - 第300話「盗まれた女たち」、第301話「盗まれた女たち PART2」（1981年） - 人質にされる母親
  - 第337話「荒れる中学生終電車殺人事件」（1981年） - 井口夫人
- 徳川の女たち 第3部（1980年、CX） - りき
- 太陽戦隊サンバルカン 第25話「ドッキリ海蛇の穴」（1981年） - 松原春子
- 宇宙刑事ギャバン 第15話「幻？影？魔空都市」（1982年） - 千代の母
- ザ・ハングマンシリーズ
  - ザ・ハングマンII 第25話「連続麻薬殺人 ポルノ女優を救え」（1982年）
  - 新ハングマン 第13話「天使を喰うハイエナ病院」（1983年） - 杉本道子
- 新・女捜査官 第7話「刑事の初恋は夫殺しの美女!?」（1983年）
- 連続テレビ小説 おしん（1983年）
- 西部警察 PART-III（1984年）
  - 第47話「戦士よ さらば…」 - 小料理屋女将
  - 最終回「大門死す! 男達よ永遠に…」 - 洋子の母
- 土曜ワイド劇場
  - 西村京太郎トラベルミステリー 第5作「東北新幹線殺人事件」（1984年）
  - 女弁護士 朝吹里矢子 第9作（1987年） - クラブのママ
  - 密会の宿 第4作（1988年）
  - 雨の倉敷トリック殺人紀行（1989年）
- ただいま絶好調! 第4話「88回目の母の日」（1985年）
- 兄弟拳バイクロッサー（1985年） - 水野勝子
- 刑事物語'85 第9話「一年後の殺人」（1985年）
- 金曜日には花を買って-Say it with Flowers-（1986年）
- 女ふたり捜査官 （1986年）
- スケバン刑事III 少女忍法帖伝奇 第28話「交換殺人! 狙われた由真!!」（1987年）
- さすらい刑事旅情編 第3話「函館本線小樽の女」（1988年）
- ゴリラ・警視庁捜査第8班 第46話「命、燃えつきても」（1990年） - 美奈子の母
- 検事・若浦葉子 第11話「不同意堕胎・お腹の赤ちゃんが殺されていた」（1991年）
- 火曜サスペンス劇場 / 松本清張作家活動40年記念スペシャル・ゼロの焦点（1991年）
- 月曜ドラマスペシャル / 女相続人連続殺人事件（1992年）
- 腕におぼえあり（1992年、NHK） - おみつ 役
- 裸の大将 第76話「清が行った竜宮城」（1995年、KTV / 東阪企画） - 久美子
- きっと明日は（1996年、NHK） - 紀子の母
- 月曜ミステリー劇場 / 西村京太郎サスペンス十津川警部シリーズ（渡瀬恒彦）版 36「河津･天城連続殺人事件」（2006年） - 沖野満知子
- ハンチョウ〜神南署安積班〜シリーズ3第4話「カリスマ料理主婦の秘密…警察犬が暴く嘘」（2010年） - 里中園長

### 舞台
- 二等兵団十郎物語